# Tori Amos
Myra Ellen (Tori) Amos (Newton (North Carolina), 22 augustus 1963) is een Amerikaanse singer-songwriter en klassiek geschoolde pianiste. Begin jaren negentig breekt ze door met haar solo debuutalbum Little Earthquakes. Terugkerende thema’s in haar nummers zijn seksualiteit, politiek, mythologie, moederschap, feminisme en religie. Amos werd bekend in de jaren negentig en verkocht meer dan 20 miljoen cd's. In Nederland zijn haar bekendste nummers Cornflake Girl en Winter. In de VS is 'A Sorta Fairytale' haar grootste hit.
Amos is, sinds de oprichting in 1994, als spreekbuis en ambassadeur betrokken bij RAINN, een Amerikaanse organisatie die hulp biedt aan slachtoffers van seksueel geweld.

## Levensloop en carrière
Amos wordt geboren op 22 augustus 1963 in Newton, Noord Carolina als Myra Ellen Amos. Haar vader, Edison Amos, is predikant en deels van Ierse afkomst en haar moeder, Mary, is half Cherokee.
Drie jaar oud toont Amos veel interesse in muziek en vooral de piano. Onder de indruk van haar muzikaal talent besluiten haar ouders Myra Ellen aan te melden voor het internationaal gerenommeerde Peabody Conservatorium. Als vijfjarige is ze daar de jongste studente ooit die wordt aangenomen. Een toekomst als concertpianiste lijkt binnen bereik. Op haar elfde moet ze het conservatorium verlaten, deels vanwege haar opstandige aard. Zo speelt ze liever eigen interpretaties van Beethoven en Mozart en heeft ze een hekel aan het lezen van bladmuziek. Ook wil ze graag zelf componeren.
Rond haar dertiende gaat Amos samen met haar vader op zoek naar werk in de muziek. Ze krijgt een kans in een homobar in Washington. 'Geen veiliger plek voor een dertienjarig meisje', aldus haar vader. Ze speelt de daaropvolgende jaren in verschillende bars en hotellounges in Washington en ook op bruiloften, partijen en begrafenissen in de parochie van haar vader. Ze stuurt demo-tapes op naar verschillende platenmaatschappijen maar wordt steeds afgewezen.

#### 1979–1989: begin carrière en Y Kant Tori Read
In 1980 doet Amos mee aan een zangwedstrijd georganiseerd door de stad Baltimore en wint. Ze neemt haar eerste single (getiteld Baltimore) op, die ze in eigen beheer uitbrengt.
Midden jaren tachtig vertrekt Amos, die inmiddels door vrienden Tori is gedoopt, naar Los Angeles. In 1984 vormt zij de groep Y Kant Tori Read (een verwijzing naar haar afkeer van bladmuziek), met onder andere Matt Sorum (later Guns N' Roses) op drums en Steve Caton op gitaar. In 1986 tekent ze een platencontract voor zes albums bij Atlantic Records en in 1988 verschijnt het eerste album, getiteld Y Kant Tori Read. De albumhoes en de videoclip van de single The Big Picture tonen Amos als stoeipoes met een zwaard en knalrood, getoupeerd haar. Het album flopt.
In deze periode neemt Amos kleine acteerrollen aan. Zo is ze te horen en zien in een commercial voor Kellogg’s Cornflakes en zingt ze achtergrondvocalen op onder andere het album Last days of the century van Al Stewart. Ook is ze te horen op het nummer Happy Workers in de film Toys met Robin Williams.

#### 1990-1993: doorbraak met Little Earthquakes
Na haar geflopte debuut met Y Kant Tori Read, likt Amos haar wonden. Na verloop van tijd begint ze zeer persoonlijke liedjes te schrijven, alleen achter de piano. Ze laat haar werk horen aan Platenmaatschappij Atlantic, waar ze nog steeds onder contract staat. Daar weten ze niet wat ze met haar werk aan moeten. Ze zien niets in het concept meisje met piano. Men stelt voor om haar pianopartijen te vervangen door gitaren, tot verbijstering van Amos. Op suggestie van platenbaas Doug Morris, die denkt dat men in Europa misschien meer open zal staan voor haar eigenzinnige werk, vertrekt Amos naar Londen. Hier huurt ze een appartement en een oude piano. Ze speelt in kleine zaaltjes en werkt verder aan wat haar debuut als solo-artieste zal worden. Ze schrijft een aantal nieuwe liedjes en dit keer is de platenmaatschappij overtuigd.
Little Earthquakes komt uit in 1992 en handelt over religie, schuld, liefde, het vinden van je eigen stem. Het indringende, a capella gezongen Me and a Gun gaat over haar verkrachting door een 'fan' in 1984. Het zeer persoonlijke album etaleert het melodieuze en tekstueel gecompliceerde talent van Amos en wordt al snel opgemerkt. Vele (tv)optredens en interviews volgen en Amos breekt door. Het VPRO-tv-programma Lolapaloeza reist naar Londen af voor een interview met Amos en een registratie van een aantal nummers. Crucify en Silent All These Years zijn bescheiden hits in de Verenigde Staten, Winter in Engeland. B-kantje van de single 'Crucify' is een cover van 'Smells like Teen Spirit' van Nirvana.
Twee liveconcerten uit deze periode verschijnen in 2008 op dvd (Montreux, live 1991/1992).

#### 1994-1997: Under the Pink en Boys for Pele
Twee jaar later, in 1994, verschijnt Under the Pink, opgenomen in Taos, New Mexico. Dit album is rijker qua arrangementen en borduurt voort op de thema's van Little Earthquakes. Haar opvoeding in een streng religieus gezin blijft een belangrijke bron van inspiratie. In Icicle zingt ze over masturbatie terwijl haar familie beneden aan het bidden is. De geschiedenis van de Romanovs komt aan bod in het epische Yes, Anastasia en op Past the Mission zingt bewonderaar Trent Reznor van Nine Inch Nails de achtergrondvocalen. Cornflake Girl wordt een hit en het album een groot succes. Under the Pink is het eerste album waarop de Bösendorfer, de favoriete piano van Amos hoorbaar is. Ze experimenteert ook met een geprepareerde piano. Het resultaat hiervan is op Bells for Her te horen.
Verder neemt Amos de achtergrondvocalen van het nummer I Wanna Get Back With You van Tom Jones voor haar rekening, dat in 1994 uitkomt. In hetzelfde jaar ze helpt ze bij de oprichting van RAINN (Rape, Abuse & Incest National Network), een Amerikaanse nonprofit-organisatie die hulp biedt aan slachtoffers van seksueel geweld. Amos blijft zich actief inzetten als ambassadeur voor deze organisatie. Ook in 1994 zingt ze een duet met haar grote idool Robert Plant, getiteld Down By the Seaside. Dit nummer is te vinden op het album, Encomium, a tribute to Led Zeppelin.
De verbroken relatie met haar partner en producer Eric Rosse is in thematisch opzicht bepalend voor haar volgende album, waarvoor ze zelf de productie in handen neemt. In 1996 verschijnt Boys for Pele, deels opgenomen in een oude kerk in Ierland en in Louisiana. Dit is Amos' meest rauwe album, ze noemt het later haar 'punkrock' album. Cryptische teksten en onconventionele arrangementen gaan hand in hand met het gebruik van nieuwe instrumenten. De piano krijgt gezelschap van een klavecimbel (op 'Blood Roses' en 'Professional Widow'), een klavechord en harmonium. Van Professional Widow (waarover beweerd wordt dat het een sneer is naar Courtney Love) verschijnt een remix van de hand van Armand van Helden die in het clubcircuit een groot succes is en in Engeland de nummer-1 positie bereikt.
In januari 1996 brengt Amos onder andere een indrukwekkende, deels a capella gezongen, versie van de single Caught a Lite Sneeze in het tv-programma Twee Meter Sessies van Jan Douwe Kroeske. Ook speelt ze dit nummer, waarbij ze zichzelf begeleidt op een stoel, in het tv-programma Spijkers met koppen. Verder treedt ze op voor de serie 'Unplugged' van muziekzender MTV. In januari 1997 geeft Amos een uitverkocht benefietconcert voor RAINN in Madison Square Garden in New York. Het nummer Muhammad, My Friend, heeft een gastrol voor bevriende zanger Maynard James Keenan van de band Tool. Op verschillende nummers zorgt Steve Caton, haar eerdere bandmaatje, voor wat extra kleur op gitaar.
In dezelfde tijd zingt Amos op de dancehit Blue Skies van BT en schrijft ze het nummer Siren met componist Patrick Doyle voor de soundtrack van de film Great Expectations, geregisseerd door Alfonso Cuarón.

#### 1998-2000: From the Choirgirl Hotel en To Venus and Back
In 1998 trouwt Amos met geluidstechnicus Mark Hawley. Samen betrekken ze een verbouwde boerderij in Cornwall, waar ze hun eigen studio's inrichten.
De diverse miskramen van Amos zijn van belangrijke invloed op haar vierde solo-album, From the Choirgirl Hotel, uit 1998. Ook in stijl betekent dit album een belangrijk keerpunt. De piano staat minder centraal en maakt plaats voor synthesizers en percussie.
Voor het eerst gaat Amos met een complete band op tournee: drummer Matt Chamberlain (onder andere Pearl Jam, Fiona Apple), bassist Jon Evans en Steve Caton op gitaar. Ook deze tournee is een groot succes en brengt haar ook naar grotere festivals als Glastonbury, Pinkpop en Rock Werchter.
Het botert niet meer tussen Amos en haar platenmaatschappij, maar ze zit contractueel nog vast. To Venus and Back uit 1999 begint als een verzameling uit haar uitgebreide catalogus van B-kanten om haar contract vol te maken. Maar dan blijkt dat Amos verschillende nieuwe nummers klaar heeft en wordt besloten om een dubbelalbum uit te brengen. Cd 1 ('Venus: Orbiting') bevat elf nieuwe liedjes en cd 2 (getiteld 'Venus Live: Still Orbiting') livenummers opgenomen tijdens de laatste tournee. Qua stijl doet het nieuwe album denken aan de voorganger, maar Amos wisselt nummers met complexe ritmes af met meer traditioneel op piano gebaseerde nummers.
Ter promotie van de cd in Nederland speelt Amos de single Bliss solo in het tv-programma Laat de Leeuw. 
Tijdens een korte promotietournee ontdekte Amos dat ze opnieuw zwanger is en dit keer bevalt ze in het jaar 2000 van een gezonde dochter.

#### 2001–2004: Strange Little Girls en Scarlet's Walk
Strange Little Girls (2001) bevat 12 covers van nummers geschreven en gezongen door mannen, door Amos bekeken en herwerkt vanuit vrouwelijk perspectief. Amos gaat in op misogynie en wapengebruik (het spookachtige '97 Bonnie & Clyde' van Eminem en 'Happiness Is a Warm Gun' van The Beatles, "I Don't Like Mondays" van de Boomtown Rats) en geeft een heel eigen interpretatie van "Raining Blood" van Slayer.
Nadat meningsverschillen met Warner/Atlantic tot een definitieve breuk met de platenmaatschappij leiden, verschijnt in 2002 Scarlet's Walk op het Epic-label. Het conceptalbum vertelt het verhaal van een vrouw die een fictieve reis maakt door de Verenigde Staten na 11 september. Thema's zijn de porno-industrie ("Amber Waves"), 11 september ("I Can't See New York"), godsdienstwaanzin ("Pancake") en haar pasgeboren dochter ("Gold Dust"). De single "A Sorta Fairytale" is haar grootste hit in de Verenigde Staten. De acteur Adrien Brody speelt haar geliefde in de bijbehorende video-clip.
In 2003 komt een album met muzikale hoogtepunten uit: Tales of a Librarian, waarop ook twee nieuwe nummers staan ('Angels' en het nostalgische 'Snow Cherries from France'). Verder zingt Amos op twee nummers van de soundtrack van de film Mona Lisa Smile (met onder andere Julia Roberts). Ze is ook kort in de film te zien als zangeres op een bruiloft.
Naar aanleiding van de Scarlet's Walk-tournee verschijnt in 2004 Welcome To Sunny Florida, een dvd met het laatste concert van de tournee in Florida en een bijbehorende cd met B-kanten uit de Scarlet's Walk-periode.
Samen met muziekjournalist Ann Powers schrijft Amos een autobiografie getiteld Piece by Piece. Hierin gaat ze in op haar jeugd, haar inspiratiebronnen, haar niet al te rooskleurige ervaringen met de muziekindustrie en geeft ze een inkijkje in hoe bepaalde nummers tot stand zijn gekomen. Dit boek komt begin 2005 op de markt.

#### 2005–2008: The Beekeeper en American Doll Posse

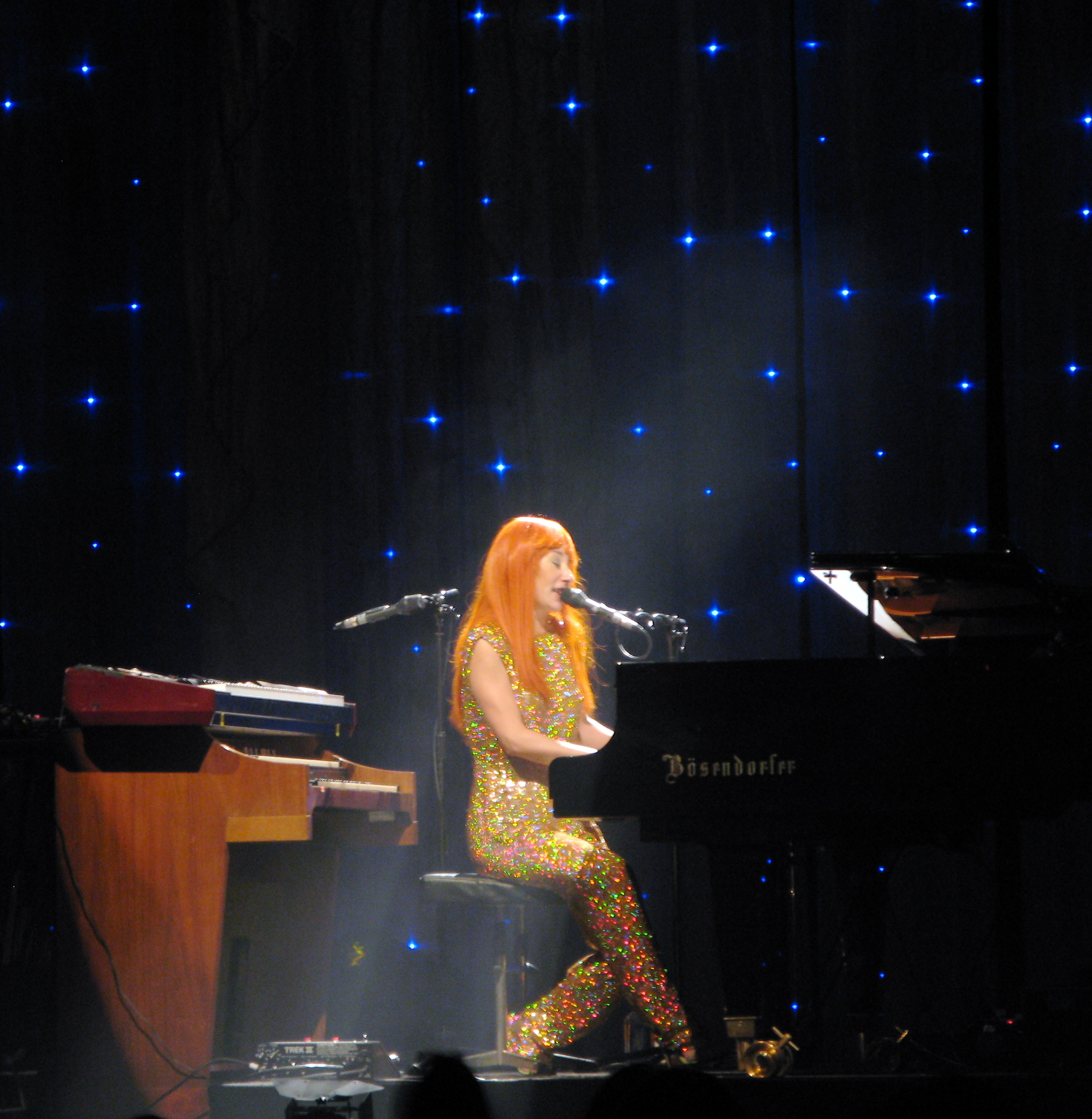
Optreden van Tori Amos in 2007

Begin 2005 verschijnt Amos' tweede album op het Sony/Epic-label, The Beekeeper. Centraal staat de rol van de vrouw en de oerzonde. Het album wordt gekenmerkt door gospelkoren, Cubaanse drums en het Hammondorgel. De single 'Sleeps With Butterflies' krijgt in Nederland redelijk wat airplay. 'Toast' is opgedragen aan haar broer, die in november 2004 overleed na een auto-ongeluk. Op The Power of Orange Knickers zingt de Ierse singer-songwriter Damien Rice mee.
Op 14 februari 2006 verschijnt een dvd met daarop bijna alle videoclips uit Amos' carrière onder de titel Fade to Red.
Op 26 september 2006 komt het verzamelwerk A Piano: The Collection uit. Een box van 5 cd's met eerder ongebruikt materiaal, demo's, nieuwe gemixte studioversies en een aantal nieuwe nummers, waaronder het mythologische 'Zero Point', dat stamde uit de tijd van To Venus and Back en 'Walk to Dublin', dat de eerste single van Boys for Pele had moeten worden, maar na onenigheid met de platenmaatschappij van het album werd gehaald.
Eind april 2007 komt Amos' negende studioalbum uit, getiteld American Doll Posse. Dit album kent muzikaal gezien wat meer (glam)rockinvloeden. Op dit nieuwe conceptalbum werkte Amos met vijf pseudoniemen: Santa, Pip, Clyde, Isabel en Tori. Deze personages zijn gebaseerd op godinnen uit de Griekse mythologie en belichamen volgens Amos de verschillende archetypen van de vrouw. Eerste single 'Big Wheel' is een behoorlijk succes in de Verenigde Staten, waar hij de top 10 haalt van de alternatieve hitlijsten. Omdat Amos in het nummer zingt dat ze een 'MILF' (Mother I'd Like to Fuck) is, is het nummer omstreden en moet ze die passage overslaan in enkele Amerikaanse tv-optredens.
In april speelt Amos een aantal nummers van haar nieuwe album live in het Utrechtse café Florin voor het radioprogramma Spijkers met koppen. Op 28 mei 2007 start Amos in Rome aan een Europese tournee, waarbij ze op 3 juni in de Heineken Music Hall te Amsterdam verschijnt en ook op verschillende festivals, zoals Rock Werchter, acte de présence geeft.

#### 2008–2011: Abnormally Attracted to Sin en Midwinter Graces
Op 2 december 2008 wordt het nieuws naar buiten gebracht dat ondanks Amos' nieuw verworven onafhankelijke status als artiest, ze haar nieuwe album uitbrengt met hulp van Universal Records. Abnormally Attracted to Sin verschijnt op 18 mei 2009. De 'limited edition' van het album (Amos' tiende soloplaat) bevat een dvd met zogenaamde 'visualettes', videoclips die elk van de nummers vergezellen.
Ook in 2009 gaat ze weer uitgebreid op tournee, met band. In mei speelt ze enkele nummers live in het VPRO radioprogramma 3voor12Radio op 3FM.
In november 2009 brengt Amos Midwinter Graces uit, een cd met winterse liedjes en bewerkte traditionele kerstliederen. Ook worden twee registraties van optredens op het Montreux Jazz Festival uit 1991 en 1992 onder de titel 'Live at Montreux 1991/1992' op CD en DVD uitgebracht.
Verder zijn Amos's vocalen te horen op twee nummers van Here Lies Love', een conceptalbum en rockmusical van David Byrne en Fatboy Slim (april 2010).
Op 8 oktober 2010 geeft Amos een concert in een uitverkochte Heineken Music Hall te Amsterdam. Ze is uitgenodigd door het Metropole Orkest in het kader van De Week Van Het Metropole. Volgens Amos viel het niet mee om het orkest bij te houden, gewend als ze is om haar eigen tempo te bepalen en te improviseren als ze in ademnood komt. Toch bevalt de samenwerking blijkbaar goed,want in 2011 maakt ze bekend dat ze samen met het Metropole Orkest werkt aan een album ter viering van het twintigjarig bestaan van haar debuut Little Earthquakes.
Met scenarioschrijver Samuel Adamson is Amos al enkele jaren bezig met een musicalbewerking van een sprookje uit 1864 van George MacDonald, 'The Light Princess'. Deze musical zou in 2011 in het Britse National Theatre in première gaan, maar werd later tot nader order uitgesteld.

#### 2011–2015: Night of Hunters, Gold Dust en Unrepentant Geraldines
In 2011 verschijnt Night of Hunters, op het klassieke label Deutsche Grammophon. Een cyclus van 14 nummers, alle, op een uitzondering na, variaties op bekende en minder bekende werken uit de klassieke muziek, waaronder die van Schubert, Chopin, Satie, Granados en Debussy. De kritieken op het album zijn overwegend positief. In Duitsland ontvangt Amos een Echo Klassik Award voor het album.
In de tweede helft van 2011 toert Amos met het Apollon Musagète strijkkwartet door Europa en Noord-Amerika. In Nederland worden Eindhoven en Amsterdam aangedaan. Ze spelen nummers van Night of Hunters en ouder werk krijgt een strijkkwartet make-over.
In 2012 wordt haar debuutalbum Little Earthquakes 20 jaar. Reden om een cd uit te brengen met eerder werk in nieuwe arrangementen, begeleid door het Metropole Orkest. Gold Dust verschijnt in oktober 2012, ook weer bij Deutsche Grammophon. Een kort optreden in De Wereld Draait Door gaat vooraf aan een tournee met het Metropole Orkest. Ze treden op in Rotterdam, Brussel, Berlijn en in de Royal Albert Hall in Londen. Voor het optreden in Warschau maakt Amos gebruik van een Pools orkest.
In september 2012 gaat eindelijk de lang verwachte musical The Light Princess in première in het Royal National Theatre in Londen. De kritieken zijn positief. De musical én hoofdrolspeelster Rosalie Craig zijn genomineerd in de categorieën beste musical en beste musical performance voor een Evening Standard Award. Rosalie Craig wint de prijs.
In mei 2014 verschijnt Unrependant Geraldines, Amos' 14e studioalbum. Ze noemt het ‘secret sonic selfies’, geschreven en opgenomen zonder andere muzikanten in haar eigen studio, tussen het werken aan de musical en andere muzikale samenwerkingsprojecten door. Haar man neemt de gitaar- en drumpartijen voor zijn rekening. Tijdens de daaropvolgende solo-tournee is ze in Nederland in Rotterdam en in het Concertgebouw in Amsterdam te zien. Hier speelt ze een coverversie van Madonna's Frozen. Gedurende de tournee door Europa, Noord-Amerika, Zuid-Afrika en Australië schudt Amos elk concert een aantal nieuwe covers op verzoek van het publiek uit haar mouw, waaronder Jolene van Dolly Parton en Creep van Radiohead.
In 2015 verschijnen de geremasterde cd's van Little Earthquakes en Under the Pink, met op de deluxe versies B-kantjes als bonusmateriaal. Verder brengt Mercury Classics de soundtrack van de musical The Light Princess uit, met vertolkingen van de originele cast van de musical, plus drie bonustracks, waarvan er twee gezongen door Amos zelf.

#### 2016-2020: Native Invader, boek Resistance en Christmastide

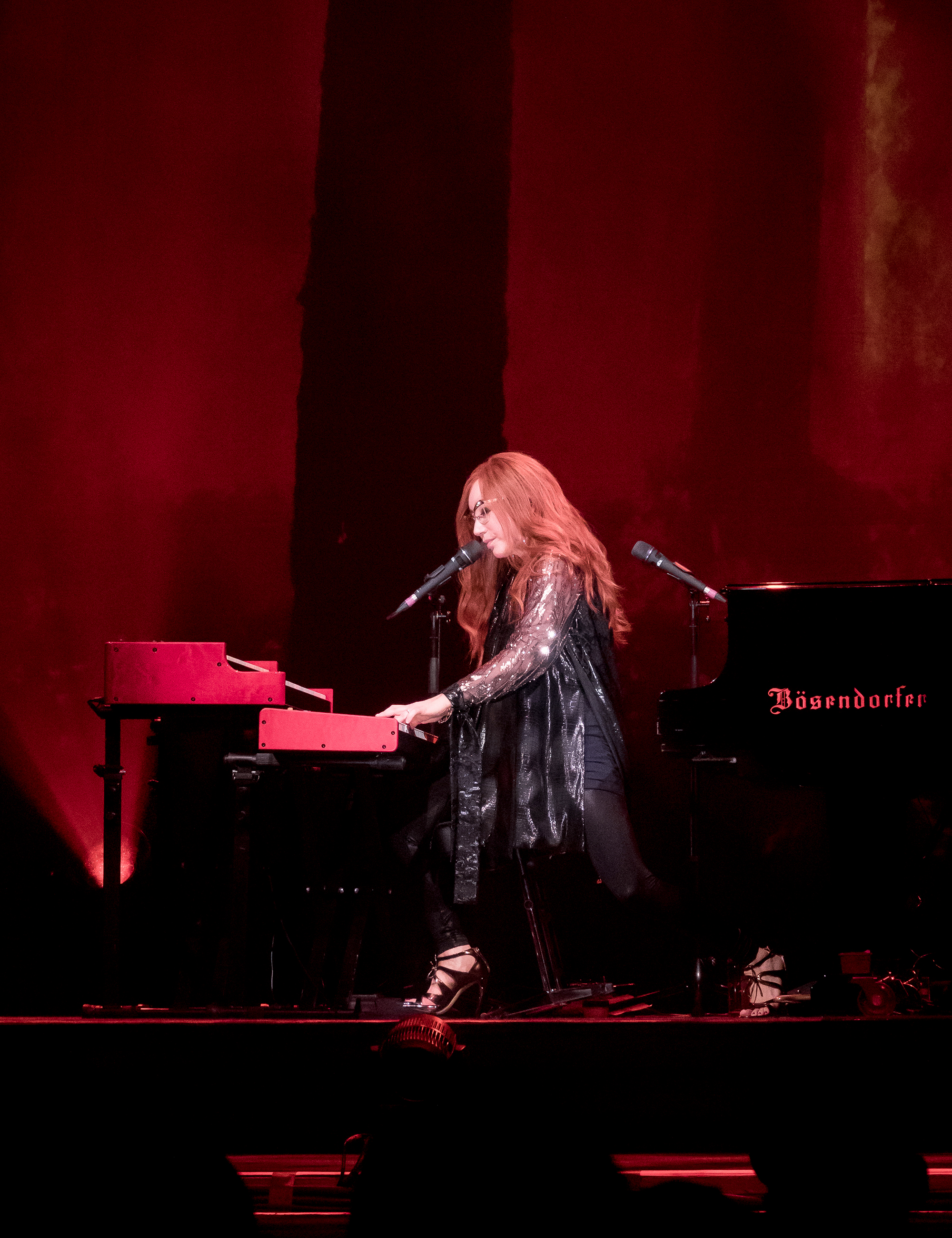
Amos in 2017

De geremasterde versie van Boys for Pele komt in 2016 uit, aangevuld met B-kantjes en ander bonusmateriaal, waaronder het niet eerder uitgebrachte 'To the Fair Motormaids of Japan'.
Voor de Netflix-film Audrie & Daisy, gebaseerd op het ware verhaal van twee tienermeisjes die het slachtoffer werden van verkrachting en cyber-pesten, schrijft Amos het nummer Flicker.
Het album Native Invader komt uit op 8 september 2017. De nummers zijn geïnspireerd door de verkiezing van Donald Trump en de ziekte van haar moeder, die werd getroffen door een zware hersenbloeding. Het album krijgt goede kritieken. Naast een aantal vertrouwd klinkende pianoballads, zijn er ook de Beatleske single Cloud Riders, het psychedelische Wildwood en het folky Climb.
Eind 2017 toert Amos door Europa en de VS. Veel nummers van Native Invader worden tijdens deze tournee niet gespeeld. Ze zijn volgens Amos te veel geproduceerd om solo te spelen. Uitzondering is de single Reindeer King, die wel regelmatig wordt vertolkt.
Amos lijkt inmiddels vrede te hebben gesloten met haar 'valse start', haar eerdere mislukte debuut onder de bandnaam Y Kant Tori Read. Live speelt ze al jaren een aantal nummers van dit album solo, zoals Cool on Your Island en Etienne. Het gelijknamige album uit 1988, wordt eind 2017 digitaal opnieuw uitgebracht.
Op 22 mei 2019 ontvangt Amos de 'George Peabody Medal for Outstanding Contributions to Music in America’.
Op verzoek van fantasy-schrijver en vriend Neil Gaiman, zingt ze het slotnummer A Nightingale Sang In Berkeley Square in voor de tv-miniserie Good Omens, gebaseerd op zijn gelijknamige boek uit 1990.
Op 5 mei 2020 komt Amos' tweede boek getiteld 'Resistance' uit. Hierin vertelt ze aan de hand van een aantal van haar nummers over de keuzes die ze maakte in haar carrière, over haar tijd als bar-pianiste in Washington en de tijd vlak na de aanslag in New York op 11 september. Bij Amos is het persoonlijke politiek en het politieke persoonlijk. Binnen twee weken na verschijning staat het boek in de New York Times bestsellerlijst.
In december 2020 brengt Amos de ep 'Christmastide' uit. Hierop staan vier nieuwe nummers, bedoeld als troost voor iedereen die het moeilijk heeft in de decembermaand vanwege de coronapandemie.

### 2021: Ocean to Ocean
Op 29 oktober 2021 verschijnt Ocean to Ocean, het zestiende studioalbum van Tori. Amos schrijft en neemt het album op tijdens de lockdown in haar studio en woonplaats in Cornwall, Groot-Brittannië. De bijdragen van drummer Matt Chamberlain komen vanuit zijn studio in LA, Jon Evans draagt zijn baspartijen bij vanuit San Francisco en de strijkersarrangementen van John Philip Shenale vanuit New York. Haar dochter draagt bij aan de achtergrondvocalen en haar man neemt de gitaarpartijen voor zijn rekening.
Tori zegt zich met dit album uit haar eigen 'privéhel' geschreven te hebben. Haar moeder en haar beste vriendin stierven kort na elkaar in 2019, Tori zat meer dan een jaar in isolatie op het Engelse platteland en kon niet reizen en optreden, haar lust en haar leven. Tel daar gebeurtenissen zoals de bestorming van het Capitool in haar thuisland Amerika en het gemis van haar familie bij op en Tori zat begin 2021 in een diep dal. Het album gaat over verlies en omgaan met tegenslagen. In de eerste single Speaking with Trees, een verrassend upbeat nummer met Keltische invloeden, zingt ze over het begraven van de as van haar moeder onder een boomhut. Andere nummers zijn het met strijkers verfraaide Swim to New York State en het op drum and bass geïnspireerde Spies. In het soms naar The Police neigende 29 Years blikt ze terug op haar carrière. Het album sluit af met een tango. In Birthday Baby zingt ze 'You don't need a party for a party dress', troostende woorden. Het album krijgt over het algemeen uitstekende kritieken. In 2022 en 2023 volgt de Ocean to Ocean tournee door Europa en  Noord-Amerika.

### 2025: kinderboek ‘Tori and the Muses’ met begeleidend album
Begin 2025 verschijnt haar allereerste kinderboek over inspiratie, losjes gebaseerd op haar eigen jeugd als piano protégé. De illustraties zijn van Demelsa Haughton. Bij het boek verschijnen 9 nieuwe liedjes.

## Discografie

### Albums
| Album met eventuele hitnotering(en) in de Nederlandse Album Top 100 | Datum van verschijnen | Datum van binnenkomst | Hoogste positie | Aantal weken | Opmerkingen                  |
| ------------------------------------------------------------------- | --------------------- | --------------------- | --------------- | ------------ | ---------------------------- |
| Y Kant Tori Read                                                    | 1988                  | -                     |                 |              | van de band Y Kant Tori Read |
| Little Earthquakes                                                  | 1992                  | -                     |                 |              |                              |
| Under the Pink                                                      | 1994                  | 12-02-1994            | 10              | 17           |                              |
| Boys for Pele                                                       | 1996                  | 03-02-1996            | 7               | 19           |                              |
| From the Choirgirl Hotel                                            | 1998                  | 16-05-1998            | 34              | 12           |                              |
| To Venus and Back                                                   | 1999                  | 25-09-1999            | 24              | 6            | Livealbum                    |
| Little Earthquakes                                                  | 1992                  | 27-01-2001            | 85              | 6            | heruitgave                   |
| Strange Little Girls                                                | 2001                  | 22-09-2001            | 27              | 5            |                              |
| Scarlet's Walk                                                      | 2002                  | 09-11-2002            | 17              | 14           |                              |
| A Tori Amos Collection - Tales of a Librarian                       | 14-11-2003            | 06-12-2003            | 93              | 1            | Verzamelalbum                |
| The Beekeeper                                                       | 20-02-2005            | 26-02-2005            | 13              | 14           |                              |
| A Piano: The Collection                                             | 2006                  | -                     |                 |              | Verzamelalbum                |
| American Doll Posse                                                 | 27-04-2007            | 05-05-2007            | 5               | 9            |                              |
| Abnormally Attracted to Sin                                         | 15-05-2009            | 23-05-2009            | 22              | 5            |                              |
| Midwinter Graces                                                    | 06-11-2009            | 28-11-2009            | 99              | 1            |                              |
| Night of Hunters                                                    | 16-09-2011            | 24-09-2011            | 34              | 6            |                              |
| Gold Dust                                                           | 28-09-2012            | 06-10-2012            | 24              | 2            |                              |
| Unrepentant Geraldines                                              | 09-05-2014            | 17-05-2014            | 10              | 4            |                              |
| Little Earthquakes (Deluxe edition)                                 | 2015                  | 18-04-2015            | 71              | 1            |                              |
| Under the Pink (Deluxe edition)                                     | 2015                  | 18-04-2015            | 96              | 1            |                              |
| The Light Princess                                                  | 09-10-2015            | -                     | -               | -            |                              |
| Native Invader                                                      | 08-09-2017            | 16-09-2017            | 20              | 1            |                              |

| Album met hitnotering(en) in de Vlaamse Ultratop 200 albums | Datum van verschijnen | Datum van binnenkomst | Hoogste positie | Aantal weken | Opmerkingen   |
| ----------------------------------------------------------- | --------------------- | --------------------- | --------------- | ------------ | ------------- |
| Boys for Pele                                               | 1996                  | 03-02-1996            | 8               | 14           |               |
| From the Choirgirl Hotel                                    | 1998                  | 09-05-1998            | 13              | 14           |               |
| To Venus and Back                                           | 1999                  | 02-10-1999            | 13              | 5            | Livealbum     |
| Strange Little Girls                                        | 2001                  | 29-09-2001            | 6               | 9            |               |
| Scarlet's Walk                                              | 2002                  | 09-11-2002            | 15              | 5            |               |
| A Tori Amos Collection - Tales of a Librarian               | 2003                  | 29-11-2003            | 34              | 10           | Verzamelalbum |
| The Beekeeper                                               | 2005                  | 26-02-2005            | 11              | 18           |               |
| American Doll Posse                                         | 2007                  | 05-05-2007            | 22              | 9            |               |
| Abnormally Attracted to Sin                                 | 2009                  | 23-05-2009            | 23              | 8            |               |
| Night of Hunters                                            | 2011                  | 01-10-2011            | 25              | 6            |               |
| Gold Dust                                                   | 2012                  | 13-10-2012            | 27              | 4            |               |
| Unrepentant Geraldines                                      | 2014                  | 17-05-2014            | 23              | 7            |               |
| Little Earthquakes (Deluxe edition)                         | 2015                  | 25-04-2015            | 106             | 2            |               |
| Under the Pink (Deluxe edition)                             | 2015                  | 25-04-2015            | 162             | 2            |               |
| Boys for Pele (Deluxe edition)                              | 2016                  | 26-11-2016            | 118             | 1            |               |
| Native Invader                                              | 2017                  | 16-09-2017            | 19              | 4            |               |

### Singles
| Single met eventuele hitnotering(en) in de Nederlandse Top 40 | Datum van verschijnen | Datum van binnenkomst | Hoogste positie | Aantal weken | Opmerkingen                                                |
| ------------------------------------------------------------- | --------------------- | --------------------- | --------------- | ------------ | ---------------------------------------------------------- |
| The big picture                                               | 1988                  | -                     |                 |              |                                                            |
| Cool on your island                                           | 1988                  | -                     |                 |              |                                                            |
| Silent all these years                                        | 1991                  | -                     |                 |              |                                                            |
| Me and a gun                                                  | 1991                  | -                     |                 |              |                                                            |
| China                                                         | 1992                  | -                     |                 |              |                                                            |
| Winter                                                        | 1992                  | -                     |                 |              |                                                            |
| Crucify                                                       | 1992                  | -                     |                 |              | Nr. 79 in de Nationale Top 100                             |
| Silent all these years                                        | 1992                  | -                     |                 |              |                                                            |
| Cornflake Girl                                                | 1994                  | 19-02-1994            | 30              | 3            | Nr. 26 in de Mega Top 50                                   |
| God                                                           | 1994                  | -                     |                 |              |                                                            |
| Pretty good year                                              | 1994                  | -                     |                 |              |                                                            |
| Past the mission                                              | 1994                  | -                     |                 |              |                                                            |
| Blue Skies                                                    | 1996                  | -                     |                 |              | met BT                                                     |
| Caught a lite sneeze                                          | 1996                  | -                     |                 |              |                                                            |
| Talula                                                        | 1996                  | -                     |                 |              |                                                            |
| Hey Jupiter                                                   | 1996                  | -                     |                 |              |                                                            |
| In the springtime of his voodoo                               | 1996                  | -                     |                 |              |                                                            |
| Professional widow (It's gotta be big)                        | 1996                  | 02-11-1996            | 29              | 5            | Remix / Nr. 33 in de Mega Top 50 / Dancesmash op Radio 538 |
| Spark                                                         | 1998                  | 09-05-1998            | tip21           | -            |                                                            |
| Raspberry swirl                                               | 1998                  | -                     |                 |              |                                                            |
| Jackie's strength                                             | 1999                  | -                     |                 |              |                                                            |
| Cruel                                                         | 1999                  | -                     |                 |              |                                                            |
| Bliss                                                         | 1999                  | -                     |                 |              |                                                            |
| 1000 Oceans                                                   | 1999                  | -                     |                 |              |                                                            |
| Glory of the 80's                                             | 1999                  | -                     |                 |              |                                                            |
| Concertina                                                    | 2000                  | -                     |                 |              |                                                            |
| Strange little girl                                           | 2001                  | -                     |                 |              |                                                            |
| A sorta fairytale                                             | 2002                  | -                     |                 |              | Nr. 90 in de Mega Top 100                                  |
| Taxi ride                                                     | 2003                  | -                     |                 |              |                                                            |
| Don't make me come to Vegas                                   | 2003                  | -                     |                 |              | met Timo Maas                                              |
| Strange                                                       | 2003                  | -                     |                 |              |                                                            |
| Mary                                                          | 2003                  | -                     |                 |              |                                                            |
| Sleeps with butterflies                                       | 2005                  | -                     |                 |              |                                                            |
| Sweet the sting                                               | 2005                  | -                     |                 |              |                                                            |
| Cars & guitars                                                | 2005                  | -                     |                 |              |                                                            |
| Big wheel                                                     | 2007                  | -                     |                 |              |                                                            |
| Bouncing off clouds                                           | 2007                  | -                     |                 |              |                                                            |
| Almost rosey                                                  | 2007                  | -                     |                 |              |                                                            |
| Welcome to England                                            | 2009                  | -                     |                 |              |                                                            |

| Single met hitnotering(en) in de Vlaamse Ultratop 50 | Datum van verschijnen | Datum van binnenkomst | Hoogste positie | Aantal weken | Opmerkingen                 |
| ---------------------------------------------------- | --------------------- | --------------------- | --------------- | ------------ | --------------------------- |
| Cornflake girl                                       | 1994                  | 05-03-1994            | 38              | 6            | Nr. 30 in de Radio 2 Top 30 |
| Hey Jupiter / Professional widow                     | 1996                  | 02-11-1996            | 22              | 15           | Nr. 22 in de Radio 2 Top 30 |
| Welcome to England                                   | 2009                  | 16-05-2009            | tip26           | -            |                             |
| Trouble's lament                                     | 2014                  | 26-04-2014            | tip69           | -            |                             |
| Cloud riders                                         | 2017                  | 19-08-2017            | tip             | -            |                             |

### NPO Radio 2 Top 2000
| Nummers met noteringen in de NPO Radio 2 Top 2000 | '09  | '10 | '11  | '12  | '13  | '14  | '15  | '16 | '17 | '18 | '19 | '20  | '21  | '22 | '23 | '24 |
| ------------------------------------------------- | ---- | --- | ---- | ---- | ---- | ---- | ---- | --- | --- | --- | --- | ---- | ---- | --- | --- | --- |
| Cornflake Girl                                    | 1387 | -   | 1374 | 1384 | 1434 | 1519 | 1728 | -   | -   | -   | -   | -    | -    | -   | -   | -   |
| Winter                                            | -    | -   | -    | -    | -    | -    | 1447 | 813 | 765 | 857 | 893 | 1106 | 1038 | 917 | 870 | 864 |

1. ↑  Een '-' betekent dat het nummer niet was genoteerd en een vetgedrukt getal geeft de hoogste notering van een nummer aan.
2. ↑  2009 was het eerste jaar met een notering voor Tori Amos.

### Video's/dvd's
- Little Earthquakes (1992)- VHS video
- Live in New York (1997) - VHS video
- The Complete Videos (1999) - VHS video
- Welcome to Sunny Florida (2004) - dvd+cd
- Fade to Red (2006) - 2dvd
- Montreux 1991/1992 (2008) - dvd en cd
- Abnormally attracted to sin (2009) - dvd en cd

| Dvd's met hitnoteringen in de Nederlandse Music Top 30 | Datum van verschijnen | Datum van binnenkomst | Hoogste positie | Aantal weken | Opmerkingen |
| ------------------------------------------------------ | --------------------- | --------------------- | --------------- | ------------ | ----------- |
| Welcome to Sunny Florida                               | 2004                  | 05-06-2004            | 17              | 1            |             |
| Live at Montreux 1991/1992                             | 2008                  | 04-10-2008            | 23              | 3            |             |

| Dvd's met hitnoteringen in de Vlaamse Ultratop muziek-dvd top 10/20 | Datum van verschijnen | Datum van binnenkomst | Hoogste positie | Aantal weken | Opmerkingen |
| ------------------------------------------------------------------- | --------------------- | --------------------- | --------------- | ------------ | ----------- |
| Welcome to Sunny Florida                                            | 2004                  | 12-06-2004            | 5               | 1            |             |

## Publicaties
- Tori Amos: Piece by Piece (2005); Broadway, met Ann Powers - memoires
- The Light Princess (2013); Faber Faber, met Samuel Adamson - toneelstuk
- Resistance: A Songwriter's Story of Hope, Change, and Courage (2020); Atria Books - memoires